# Flensborg EC
Flensborg EC, omdøbt i 1986 fra Flensborg-Harrislee Eissport Club, blev stiftet i 1984. Siden 1985 har klubben deltaget i Hockey League. Mellem 1984 og 1994 flyttede klubben midlertidigt til Isstok, desuden forsøgte klubben at etablere kunstskøjteløb. Siden 2003 er foreningen inaktiv på grund af manglende plads.

## Ishockey
I begyndelsen spillede EC Flensborg primært i den lokale Slesvig-Holsten liga. 1989 avancerede klubben til Regionalliga Nord, hvor de tilbragte to sæsoner. Dette blev efterfulgt af en mindre succesfuld sæson og en nedrykning tilbage til Verbands- og Landesliganiveau. I 1994/1995 rykkede klubben op i ligaforeningen Nord-Øst og blev nummer to i den Nord-tyske Cup. I 1995/1996 forblev klubben i Regionalliga Nord, men rykkede i 1996/1997 sæsonen igen ned i Verbandsliga. I 1998 nåede de finalen i den nordtyske Cup, dog med et nederlag til Nordhorn. I 2003/2004 blev lejeaftalen for Glacier Hall i Harrislee (hjemmebanen for den nordligste ishockey klub i Tyskland) mellem ejeren og FHEC ikke fornyet. FHEC har siden været en inaktiv forening, så derfor tager EHC 06 Timmendorf del som den eneste repræsentant for den Slesvig-Holstenske forbund. Dog tilhørte FHEC stadig i Slesvig-Holstens skøjteløbsforbund. I 2014 blev klubben officielt opløst fra det Slesvig-holstenske issportsforbund. I øjeblikket spiller i Flensburg i hobbyforeninger kaldet "street teams".

## Curling
I 1984 blev Flensborg EC Curling Division grundlagt. Idéen kom fra Emil Scheibner, som blev opmærksom på curlingsporten under en ferie i Østrig. Curlingafdelingen opnåede en vis succes. I 1989 og 1990 blev kvindeholdet slesvig-holstenske mestre. I målskydning gik titlen til Flensborg to gange. I 1994 overgik curlingafdelingen til SV Adelby Flensborg.

## Kunstskøjteløb
Det blev aldrig til nævneværdige sejre for Flensborg Kunstskøjteløb og sporten eksisterer ikke længere på professionelt plan i Slesvig-Holsten.

## Weblinks
- Homepage FHEC Arkiveret 25. juli 2011 hos  Wayback Machine